# Front Zmian
Front Zmian (ukr. Фронт Змін, FZ) – ukraińska liberalna partia polityczna.

## Historia
Ugrupowanie formalnie powstało w 2007 pod nazwą Ludowa Partia Pracy (ukr. Народна трудова партія), przemianowaną w 2008 na Demokratyczny Front (ukr. Демократичний фронт). Nieprowadzące dotąd szerszej działalności stronnictwo w 2009 przekształciło się w formację pod nazwą Front Zmian. W tym samym roku na jego czele stanął Arsenij Jaceniuk, bezpartyjny poseł z listy Nasza Ukraina-Ludowa Samoobrona i były minister spraw zagranicznych. Zapleczem kadrowym partii stała się działająca od 2008 organizacja pozarządowa pod taką samą nazwą. Arsenij Jaceniuk wystartował formalnie jako bezpartyjny w wyborach prezydenckich w 2010, zajmując czwarte miejsce z wynikiem blisko 7% głosów. Ugrupowanie w tym samym roku wprowadziło swoich przedstawicieli do większości rad obwodowych, stając się drugą po Batkiwszczynie najpopularniejszą wówczas partią opozycyjną.
Front Zmian zaczął pozyskiwać nowych polityków, przyłączyła się do niego grupa deputowanych VI kadencji (m.in. Mykoła Martynenko, Roman Zwarycz i Roman Tkacz). Nawiązała też bliską współpracę z partią Za Ukrainę! Wjaczesława Kyryłenki.
Ugrupowanie podjęło też rozmowy mające na celu jednoczenie opozycji. Zmiany w ordynacji wyborczej wykluczające możliwość startu w ramach koalicji spowodowały, że Front Zmian zdecydował się wystartować z listy wyborczej Batkiwszczyny w wyborach parlamentarnych w 2012 – na ogłoszonej liście krajowej kandydatów Arsenij Jaceniuk znalazł się na 2. miejscu. W 2013 ugrupowanie przyłączyło się do Batkiwszczyny.